# Víctor Palomo
Víctor Palomo Juez (Barcellona, 26 maggio 1948 – Gerona, 11 febbraio 1985) è stato un pilota motociclistico e bobbista spagnolo.
Ha partecipato alle Olimpiadi invernali di Grenoble 1968 come membro della Nazionale di bob della Spagna.

## Carriera
La sua carriera sportiva era iniziata nello sci nautico di cui ha conquistato il titolo mondiale di slalom nel 1969, passando solo in seguito agli sport motoristici.
Ha partecipato a vari Gran Premi del motomondiale fra il 1972 e il 1979 nelle classi 250, 350 e 500, sempre a bordo di modelli Yamaha; dovette poi stare lontano dalle corse in seguito ad un grave incidente occorsogli durante una gara di durata.
Si ripresentò nuovamente nel Motomondiale 1982, questa volta a bordo di moto Suzuki ma la sua carriera si interruppe definitivamente in seguito ad un altro incidente occorsogli durante il Gran Premio motociclistico di Jugoslavia.
In totale nella sua carriera ha totalizzato una vittoria, otto podi, una pole position e 202 punti e ha ottenuto, come miglior risultato finale, un sesto posto in 350 nel 1976. Nel 1976 vinse il campionato europeo 750 e, nella stessa categoria, vinse il campionato spagnolo nel 1978.
Morì per complicazioni collegate al diabete a Gerona l'11 febbraio 1985 all'età di 36 anni.

## Risultati nel motomondiale

### Classe 250
| 1972 | Classe | Moto   |  |  |  |  |  |  |  |  |  |  |  |  |   | Punti | Pos. |
| ---- | ------ | ------ |  |  |  |  |  |  |  |  |  |  |  |  | - | ----- | ---- |
| 1972 | 250    | Yamaha |  |  |  |  |  |  |  |  |  |  |  |  | 7 | 4     | 31º  |

| 1973 | Classe | Moto   |  |  |   |  |  |  |    |   |    |  |  |  |  | Punti | Pos. |
| ---- | ------ | ------ |  |  | - |  |  |  | -- | - | -- |  |  |  |  | ----- | ---- |
| 1973 | 250    | Yamaha |  |  | 9 |  |  |  | 13 | 9 | 11 |  |  |  |  | 4     | 34º  |

| 1974 | Classe | Moto   |    |  |    |  |  |  |  |  |  |    |   |   |  | Punti | Pos. |
| ---- | ------ | ------ | -- |  | -- |  |  |  |  |  |  | -- | - | - |  | ----- | ---- |
| 1974 | 250    | Yamaha | NE |  | NE |  |  |  |  |  |  | 10 | 7 | 5 |  | 11    | 18º  |

| 1975 | Classe | Moto        |    |     |    |   |   |  |   |   |   |     |   |     |  | Punti | Pos. |
| ---- | ------ | ----------- | -- | --- | -- | - | - |  | - | - | - | --- | - | --- |  | ----- | ---- |
| 1975 | 250    | SMAC-Yamaha | NQ | Rit | NE | 3 | - |  | - | - | 4 | Rit | - | Rit |  | 18    | 11º  |

| 1976 | Classe | Moto   |  |    |  |  |  |   |   |  |  |   |   |   |  | Punti | Pos. |
| ---- | ------ | ------ |  | -- |  |  |  | - | - |  |  | - | - | - |  | ----- | ---- |
| 1976 | 250    | Yamaha |  | NE |  |  |  | 5 | 6 |  |  | 4 | 8 | 5 |  | 25    | 10º  |

| 1977 | Classe | Moto   |   |    |   |   |   |    |   |   |   |    |     |     |   | Punti | Pos. |
| ---- | ------ | ------ | - | -- | - | - | - | -- | - | - | - | -- | --- | --- | - | ----- | ---- |
| 1977 | 250    | Yamaha | 3 | NE | - | - | - | NQ | - | - | - | NQ | Rit | Rit | - | 10    | 20º  |

| 1979 | Classe | Moto   |   |    |   |   |    |   |    |   |   |   |   |   |   | Punti | Pos. |
| ---- | ------ | ------ | - | -- | - | - | -- | - | -- | - | - | - | - | - | - | ----- | ---- |
| 1979 | 250    | Yamaha | - | NE | - | - | 15 | - | 16 | - | - | - | - | - | - | 0     |      |

| Legenda | 1º posto        | 2º posto            | 3º posto            | A punti      | Senza punti        | Grassetto – Pole position Corsivo – Giro più veloce |
| Legenda | Gara non valida | Non qual./Non part. | Ritirato/Non class. | Squalificato | '-' Dato non disp. | Grassetto – Pole position Corsivo – Giro più veloce |

### Classe 350
| 1973 | Classe | Moto   |    |  |   |    |  |  |  |    |    |  |    |  |  | Punti | Pos. |
| ---- | ------ | ------ | -- |  | - | -- |  |  |  | -- | -- |  | -- |  |  | ----- | ---- |
| 1973 | 350    | Yamaha | 13 |  | 2 | 11 |  |  |  | NE | 12 |  | 13 |  |  | 12    | 16º  |

| 1974 | Classe | Moto   |  |  |    |     |  |  |    |   |  |    |   |   |  | Punti | Pos. |
| ---- | ------ | ------ |  |  | -- | --- |  |  | -- | - |  | -- | - | - |  | ----- | ---- |
| 1974 | 350    | Yamaha |  |  | 16 | Rit |  |  | NE | 7 |  | NE | 6 | 1 |  | 24    | 9º   |

| 1975 | Classe | Moto        |    |   |     |     |     |  |   |    |    |   |   |     |  | Punti | Pos. |
| ---- | ------ | ----------- | -- | - | --- | --- | --- |  | - | -- | -- | - | - | --- |  | ----- | ---- |
| 1975 | 350    | SMAC-Yamaha | NQ | 4 | Rit | Rit | Rit |  | - | NE | NE | 7 | 3 | Rit |  | 22    | 11º  |

| 1976 | Classe | Moto   |     |    |  |  |  |  |    |    |   |   |   |   |  | Punti | Pos. |
| ---- | ------ | ------ | --- | -- |  |  |  |  | -- | -- | - | - | - | - |  | ----- | ---- |
| 1976 | 350    | Yamaha | Rit | 13 |  |  |  |  | NE | NE | 8 | 2 | 6 | 2 |  | 29    | 6º   |

| 1977 | Classe | Moto   |   |    |   |   |   |    |   |   |    |    |     |   |     | Punti | Pos. |
| ---- | ------ | ------ | - | -- | - | - | - | -- | - | - | -- | -- | --- | - | --- | ----- | ---- |
| 1977 | 350    | Yamaha | 2 | AN | - | - | - | NQ | - | - | NE | 18 | Rit | 5 | Rit | 18    | 14º  |

| 1978 | Classe | Moto   |   |    |    |   |   |    |    |   |   |     |   |   |   | Punti | Pos. |
| ---- | ------ | ------ | - | -- | -- | - | - | -- | -- | - | - | --- | - | - | - | ----- | ---- |
| 1978 | 350    | Yamaha | - | NE | NQ | - | - | 15 | NE | - | - | Rit | - | - | - | 0     |      |

| 1979 | Classe | Moto   |   |   |   |   |   |   |     |    |    |   |   |   |   | Punti | Pos. |
| ---- | ------ | ------ | - | - | - | - | - | - | --- | -- | -- | - | - | - | - | ----- | ---- |
| 1979 | 350    | Yamaha | - | - | - | - | 8 | - | Rit | NE | NE | - | - | - | - | 3     | 29º  |

| Legenda | 1º posto        | 2º posto            | 3º posto            | A punti      | Senza punti        | Grassetto – Pole position Corsivo – Giro più veloce |
| Legenda | Gara non valida | Non qual./Non part. | Ritirato/Non class. | Squalificato | '-' Dato non disp. | Grassetto – Pole position Corsivo – Giro più veloce |

### Classe 500
| 1974 | Classe | Moto   |  |  |     |     |  |   |     |   |     |    |    |    |  |  | Punti | Pos. |
| ---- | ------ | ------ |  |  | --- | --- |  | - | --- | - | --- | -- | -- | -- |  |  | ----- | ---- |
| 1974 | 500    | Yamaha |  |  | Rit | Rit |  | 8 | Rit | 8 | Rit | 11 | NE | NE |  |  | 6     | 26º  |

| 1975 | Classe | Moto   |  |    |     |  |  |  |  |     |  |  |  |    |  |  | Punti | Pos. |
| ---- | ------ | ------ |  | -- | --- |  |  |  |  | --- |  |  |  | -- |  |  | ----- | ---- |
| 1975 | 500    | Yamaha |  | NE | Rit |  |  |  |  | Rit |  |  |  | NE |  |  | 0     |      |

| 1976 | Classe | Moto   |   |   |     |    |  |  |     |   |  |     |  |    |  |  | Punti | Pos. |
| ---- | ------ | ------ | - | - | --- | -- |  |  | --- | - |  | --- |  | -- |  |  | ----- | ---- |
| 1976 | 500    | Yamaha | 6 | 7 | Rit | NE |  |  | Rit | 7 |  | Rit |  | NE |  |  | 13    | 18º  |

| 1978 | Classe | Moto         |  |    |    |  |  |  |  |  |  |  |  |    |    |  | Punti | Pos. |
| ---- | ------ | ------------ |  | -- | -- |  |  |  |  |  |  |  |  | -- | -- |  | ----- | ---- |
| 1978 | 500    | BUT e Suzuki |  | NP | NQ |  |  |  |  |  |  |  |  | NE | NE |  | 0     |      |

| 1982 | Classe | Moto   |  |  |     |   |    |    |     |     |  |  |    |    |     |     | Punti | Pos. |
| ---- | ------ | ------ |  |  | --- | - | -- | -- | --- | --- |  |  | -- | -- | --- | --- | ----- | ---- |
| 1982 | 500    | Suzuki |  |  | Rit | 8 | 18 | 21 | Rit | Rit |  |  | NE | NE | Rit | Rit | 3     | 26º  |

| Legenda | 1º posto        | 2º posto            | 3º posto            | A punti      | Senza punti        | Grassetto – Pole position Corsivo – Giro più veloce |
| Legenda | Gara non valida | Non qual./Non part. | Ritirato/Non class. | Squalificato | '-' Dato non disp. | Grassetto – Pole position Corsivo – Giro più veloce |